# Załęże (województwo podkarpackie)
Załęże – wieś w Polsce położona w województwie podkarpackim, w powiecie jasielskim, w gminie Osiek Jasielski, nad rzeką Wisłoką.
W latach 1975–1998 miejscowość należała administracyjnie do województwa krośnieńskiego.
Częścią wsi jest Markuszka.

## Położenie geograficzne
Załęże leży w szerokiej dolinie rzeki Wisłoki na Pogórzu Jasielskim w południowo-wschodniej Polsce.
Załęże graniczy od południa z Zawadką Osiecką, od południowego wschodu z Osiekiem, od północy z Dębowcem, od wschodu ze Świerchową i od zachodu z Wolą Dębowiecką.
Miejscowość wywodzi swą nazwę od położenia geograficznego i pochodzi stąd, że wieś załęska leży nad łęgiem. Łęg w polskim słownictwie oznaczał nizinę, nizinny brzeg rzeki. W dokumentach pisanych Załęże występuje również jako Zalanz, Zalenz, Zalanze, Znalzie, Zalęże

## Historia
Prace archeologiczne i wykopaliskowe wykazują na osadnictwo w tym rejonie już w czasach prehistorycznych. O znalezionych tu wyrobach z brązu pisał A. Krauss w artykule pt. „Skarb wczesnobrązowy w miejscowości Załęże, powiat Jasło”, zamieszczonym w „Wiadomościach Archeologicznych”. Na przełomie lipca i sierpnia 2009 roku, grupa archeologów z Muzeum w Krośnie przeprowadziła na podstawie wcześniejszych badań archeologicznych, wykopaliska (ceramika) potwierdzające osadnictwo sprzed 3000 lat.
We wczesnym średniowieczu Załęże mieściło w sobie obronny gród. W świetle tych materiałów osada była pierwotnie lokowana na prawie polskim, a dopiero w 1332 roku została przeniesiona na prawo niemieckie, czyli lokowana po raz drugi. Była jedną z osad należących do królewszczyzny i równocześnie była najstarszą wsią książęcą. W XV wieku wsią władali Kobyleńscy, a w XVI Mniszchowie.
Przeciwko Mniszchom i Zborowskim (kolejna rodzina dzierżawiąca) chłopi często podnosili bunty. Załęża nie omijały wojny, klęski żywiołowe, epidemie, powodzie i pożary. W czasie pożaru w 1753 roku spłonął drewniany, przedkazimierzowski kościół. W drugiej połowie XIX wieku zaczął rozwijać się przemysł naftowy. Miejscowy majątek nabył w 1871 roku Seweryn Stawiarski, przemysłowiec naftowy.
Obecnie wieś ma wygląd nowoczesny. Wiele tu nowych, okazałych domów. Przez wieś przeprowadzona jest linia wodociągowa i telefoniczna. W grudniu 2009 roku została oddana do użytku sieć kanalizacyjna.
W miejscowości znajdują się parafia św. Jana Chrzciciela, szkoła podstawowa, OSP i dom ludowy. Parafia ma dwie świątynie:  zabytkowy kościół pw św. Jana Chrzciciela oraz nowy kościół parafialny pw. Narodzenia Najświętszej Marii Panny.
Dzięki Programowi Rozwoju Obszarów Wiejskich na lata 2007–2013 zrealizowano w Załężu projekt pn. „Budowa zespołu rekreacyjno-sportowego w miejscowości Załęże”. W ramach tej inwestycji wybudowano: boisko do piłki nożnej, boisko do siatkówki i koszykówki, kort tenisowy, ogrodzenie, budowę chodnika. Gmina Osiek Jasielski uzyskała również dofinansowanie na „Aktywne działania na rzecz lokalnej społeczności miejscowości Załęże szansą na lepsze jutro”. Zrealizowano dzięki temu projektowi następujące działania: zajęcia kulinarne, plastyczne i manualno-techniczne, zajęcia z bibułkarstwa i rękodzielnictwa, kurs tańca ludowego, warsztaty rzeźbiarsko-malarskie, warsztaty fotograficzne, zajęcia z wykorzystaniem komputera, zorganizowano imprezę pn. „Piknik rodzinny”, wyremontowano i wyposażono świetlicę wiejską.

## Zabytki
- Drewniany kościół św. Jana Chrzciciela, wzniesiony w 1760 r.; konsekrowany w 1783 r.; w 4 ćw. XIX wieku rozbudowany o boczne aneksy (tworząc rodzaj naw bocznych) oraz o babiniec pod wieżą. Wnętrze kościoła jest dekorowane eklektyczną polichromią z 4 ćw. XIX w.

## Turystyka
- Szlak Architektury Drewnianej – Trasa nr VIII (jasielsko-dębicko-ropczycka)